# Jeddah Tower
La Jeddah Tower (‘Torre de Jiddah’), nom amb què és coneguda internacionalment, en anglès, localment, en àrab برج جدة, burj Jidda, és un edifici en construcció, dissenyat per l'arquitecte Adrian Smith i situat a Jiddah, a l'Aràbia Saudita. Prèviament era conegut com la Torre del Regne (anglès: Kingdom Tower; àrab: برج المملكة, Burj al-Mamlaka). Es preveu que serà el primer gratacel a fer un quilòmetre de llarg, amb la qual cosa esdevindrà l'edifici més alt del món. Tot i que inicialment se'n preveia l'acabament l'any 2020, a començament del 2018 se'n van aturar les obres a causa de la purga saudita del 2017.

## Cronologia
El maig de 2008, un estudi del sòl edificable va posar en dubte si la ubicació proposada aguantaria un gratacel de 1.600 metres. Finalment, el projecte es va reduir als 1.000 metres.
Posteriorment, l'arquitecte Pickard Chilton, amb l'ajuda d'Omrania & Associates, va proposar un projecte amb una altura entre els 1.000 i els 1.050 metres. Aquest gratacel s'assemblava molt al seu projecte anomenat Mile-High Tower. L'any 2011, el disseny de Pickard Chilton va ser substituït pel d'Adrian Smith.
Uns informes de l'any 2009 van suggerir que el projecte havia estat suspès a causa de la crisi econòmica mundial i que Bechtel (l'antiga empresa d'enginyeria) havia decidit posar fi a la seva participació. La Kingdom Holding Company ràpidament va criticar els informes de la premsa i va remarcar que el projecte no s'havia oblidat.
El mes de març de 2010, Adrian Smith, d'Adrian Smith + Gordon Gill Architecture, en va ser seleccionat com a arquitecte preliminar. A més de l'edifici Burj Khalifa, Smith havia dissenyat una sèrie de grans gratacels: el Centre Financer Nanjing Greenland, o Torre Zifeng, a Nanjing (Xina); el Trump International Hotel and Tower a Chicago (Estats Units), i la Torre Jin Mao a Xangai (Xina).
L'octubre, els propietaris, l'empresa saudita Kingdom Holding Company, signaren un acord de desenvolupament amb Emaar Properties, dels Emirats Àrabs Units. L'alçada final de l'edifici encara no s'havia fixat, però es continuava amb la idea que tingués més d'un quilòmetre. La Kingdom Holding Company va dir que la construcció tirava endavant.
Al març i l'abril de 2011, diverses agències de notícies informaren que el disseny de la torre quilomètrica havia estat aprovat i que l'edifici costaria gairebé 30.000 milions de dòlars. Aquest disseny era significativament més gran que l'actual, amb una superfície de 3.530.316 m². Van començar a sorgir tot de rumors sobre el disseny del gratacel: que seria tan alt que la part superior a la nit es glaçaria, que es farien servir helicòpters per construir-lo, que els paracaigudes serien part del pla d'escapatòria en cas d'incendi, o que el viatge en ascensor fins a la part superior duraria dotze minuts en un ascensor estàndard i només cinc minuts en un d'alta velocitat.
A principis d'agost, el Saudi Binladin Group fou triat com el contractista principal de la construcció, que en va signar un contracte per 4.600 milions de riyals (1.230 milions d'euros), menys del que va costar de construir el Burj Khalifa (1.500 milions d'euros). El 2 d'agost es va informar que el projecte seria de 1.000 metres (3.281 peus) d'alçada, amb una superfície de 530.000 m², i que la construcció de l'edifici duraria 63 mesos (cinc anys i tres mesos). La preparació del terreny va començar el gener de 2012. A més, per primera vegada, els arquitectes Gordon Gill i Adrian Smith anunciaren oficialment la participació en el projecte.
El 22 de setembre es va completar el finançament del gratacel: després de 20 mesos d'insistir-hi, els inversors se'n van acabar convencent i el finançament de la Kingdom Tower, com se'n va dir inicialment, quedava enllestit. Talal al-Maiman, conseller delegat de la Kingdom Real Estate Development Co., va dir en una entrevista a Xangai que tots els detalls per al finançament s'havien discutit amb els inversors i que el projecte podia tirar endavant perquè no hi havia obstacles financers. "Tenim tots els inversors, tot el finançament, tots els diners que necessitem", va dir Talal al-Maiman.
A l'octubre, l'empresa alemanya Bauer, amb un contracte de 25 milions d'euros, construí 270 pilons per als fonaments, d'entre 1,5 i 1,8 metres de diàmetre i per a una profunditat de 110 metres. S'utilitzaren dues màquines pilonadores BG28 i dues més del model BG40. En el comunicat oficial de premsa, Bauer va esmentar que la torre faria 1.001 metres.
El 21 de febrer de 2013, la Jeddah Economic Company (JEC), encarregada del desenvolupament de la ciutat i del gratacel, va informar que l'aliança d'empreses entre les constructores EC Harris i Mace havia guanyat el contracte de gestió del projecte de la Kingdom Tower.
El CEO de la JEC,Walid Abduljalil Batterjee, va dir que s'havia contractat la Mace per poder utilitzar el mateix equip que havia treballat en l'edifici The Shard de Londres. D'altra banda, EC Harris tenia una llarga llista de projectes a la regió, incloent-hi l'hotel Grand Millennium del complex Al-Wahda d'Abu Dhabi.
El 2 de maig, es va anunciar que l'empresa nacional de l'aigua de l'Aràbia Saudita havia signat un contracte per valor de 587 milions de dòlars (2.200 milions de riyals) per proporcionar aigua per a la Jeddah Economic Company. Els detalls de l'acord els va fer públics l'Agència de Premsa Saudita. D'acord amb el contracte, l'empresa nacional de l'agua subministraria 156.000 metres cúbics d'aigua al dia durant 25 anys.
La torre es va començar a elevar el 27 de juny de 2014.
A finals de 2015, el nom de l'edifici va canviar de Kingdom Tower a Jeddah Tower, en referència a la ciutat on es troba.
El juny de 2016 s'havien construït 42 de les 170 plantes del projecte.
El gener de 2018, quan ja se n'havia construït un terç, l'edifici va ser paralitzat arran dels problemes amb els contractistes derivats de la purga del 2017. La JEC va afirmar a començament del 2020, abans de la pandèmia del coronavirus, que les obres es reprendrien aquell mateix any.